# ミレーナ・カノネロ
ミレーナ・カノネロ（Milena Canonero, 1946年1月1日 - ）は、イタリア・トリノ出身の映画衣裳デザイナーである。夫は俳優のマーシャル・ベル。
ジェノバでアートを学んだ。これまでに9回アカデミー衣裳デザイン賞にノミネートされており、そのうち4回（『バリー・リンドン』、『炎のランナー』、『マリー・アントワネット』、『グランド・ブダペスト・ホテル』）受賞している。

## 主な作品
- 時計じかけのオレンジ A Clockwork Orange (1971)
- バリー・リンドン Barry Lyndon (1975)
- ミッドナイト・エクスプレス Midnight Express (1978)
- シャイニング The Shining (1980)
- 炎のランナー Chariots of Fire (1981)
- ヤア!ブロード・ストリート Give My Regards to Broad Street (1984)
- コットンクラブ The Cotton Club (1984)
- 愛と哀しみの果て Out of Africa (1985)
- タッカー Tucker: The Man and His Dream (1988)
- ディック・トレイシー Dick Tracy (1990)
- ゴッドファーザーPARTIII The Godfather: Part III (1990)
- ルームメイト Single White Female (1992)
- ダメージ Damage (1992)
- オンリー・ユー Only You (1994)
- ブルワース Bulworth (1998)
- タイタス Titus (1999)
- マリー・アントワネットの首飾り The Affair of the Necklace (2001)
- ソラリス Solaris (2002)
- ライフ・アクアティック The Life Aquatic with Steve Zissou (2004)
- オーシャンズ12 Ocean's Twelve (2004)
- マリー・アントワネット Marie Antoinette (2006)
- ダージリン急行 The Darjeeling Limited (2007)
- ウルフマン The Wolfman (2010)
- おとなのけんか Carnage (2011)
- グランド・ブダペスト・ホテル The Grand Budapest Hotel (2014)
- ゴールデン・リバー The Sisters Brothers (2018)
- フレンチ・ディスパッチ ザ・リバティ、カンザス・イヴニング・サン別冊 The French Dispatch